# Hiawatha (film 1909)
Hiawatha è un cortometraggio muto del 1909 diretto da William V. Ranous.
Il soggetto si ispira al poema di Henry Wadsworth Longfellow, portato numerose volte sullo schermo. La prima versione, dal titolo Hiawatha, the Messiah of the Ojibway era stata un cortometraggio canadese del 1903. Nel 1908, era uscito un altro adattamento sceneggiato - per la Kalem Company - da Gene Gauntier, dal titolo Hiawatha.

## Trama
Le avventure del coraggioso pellerossa Hiawatha che un giorno finisce per essere inseguito da un orso.

## Produzione
Il film, prodotto dall'Independent Moving Pictures Co. of America (IMP), fu girato negli studi Actophone all'11th di Avenue & 53rd Street a New York City e nei territori dei Dakota, alle Minnehaha Falls, vicino a Minneapolis nel Minnesota.
Secondo http://www.silentera.com/PSFL/data/H/Hiawatha1909.htm, il film potrebbe essere stato girato a Coytesville, nel New Jersey. Fu la prima produzione della nuova compagnia IMP.

## Distribuzione
Distribuito dalla Independent Moving Pictures Co. of America (IMP), il film - un cortometraggio in una bobina - uscì nelle sale statunitensi il 25 ottobre 1909. La pellicola esiste ancora.